# 1973
Het jaar 1973 is een jaartal volgens de christelijke jaartelling.

## Gebeurtenissen
januari
- 1 – Het Verenigd Koninkrijk, Denemarken en Ierland treden toe tot de EEG.
- 6 – De 4 Nederlandse scoutingorganen (organisaties) gaan samen verder als Scouting Nederland.
- 9 – Willem van Otterloo neemt afscheid als dirigent van het Residentie Orkest met een uitvoering van de 7e symfonie van Bruckner.
- 15 – De Amerikaanse president Nixon kondigt een opschorting aan van de offensieve acties tegen Noord-Vietnam vanwege de vorderingen bij de vredesbesprekingen in Parijs.
- 22 – In de Verenigde Staten van Amerika erkent het Hooggerechtshof met de arresten in de zaken Doe v. Bolton en  Roe v. Wade het recht op abortus.
- 23 – In IJsland barst in het vissersdorpje Heimaey de vulkaan Eldfell uit, waarbij de helft van het dorpje verwoest wordt.
- 29 – In het Gelderse Enspijk vindt de eerste gijzeling in Nederland plaats.

februari
- 27 – Tijdens protesten in Paramaribo wordt Ronald Abaisa doodgeschoten.

maart
- 16 – Met de vaststelling van de Concordie van Leuenberg wordt de Gemeenschap van Protestantse Kerken in Europa opgericht. Leden zijn de Lutherse, de Gereformeerde en de Methodistische kerken in Europa.
- 18 – Nederland eindigt als tweede bij het wereldkampioenschap ijshockey voor C-landen in Den Haag en promoveert samen met Noorwegen naar de B-poule.

april
- 2 – In een zware storm wordt het zendschip Norderney van Radio Veronica op het strand bij Scheveningen geworpen. Het schip komt muurvast te zitten, De storm -met af en toe orkaankracht- richt ook grote schade aan in het Westland. In heel Nederland sneuvelen meer dan drie miljoen bomen. In de stad Groningen wordt de gemeenteraadsvergadering afgebroken.
- 4 – Opening van het World Trade Center in New York.
- 7 – Eddy Merckx wint de achtste editie van de Amstel Gold Race.
- 7 – Luxemburg wint voor de tweede opeenvolgende keer het Eurovisiesongfestival. Anne-Marie David wint het achttiende Songfestival met het lied Tu te reconnaîtras. Nederland eindigt met Ben Cramer op de veertiende plaats, terwijl België zeventiende en laatste eindigt met Nicole & Hugo, die in opmerkelijke blauwe outfits Baby, baby zingen.
- 8 – Club Brugge wordt kampioen van België in het Stade Emile Versé van Anderlecht door een gelijkspel (1–1).
- 15 – Voor eigen publiek wint de Sovjet-Unie het wereldkampioenschap ijshockey.
- 15 – Moammar al-Qadhafi kondigt in een toespraak de Culturele Revolutie in Libië af.
- 18 – In Den Haag demonstreren 80.000 vooral jongeren voor de legalisatie van de zeezender Veronica. Op dezelfde dag wordt het gestrande zendschip vlotgetrokken en teruggesleept naar internationale wateren.
- 27 – In Callantsoog wordt het eerste naaktstrand van Nederland gelegaliseerd.
- april – De eerste bunders worden aangekocht van wat zal worden Monteverde Nationaal Park in Costa Rica.

mei
- 10 – Invasie van Hutu-rebellen vanuit Rwanda en Tanzania in Burundi.
- 18 – De Standaard onthult het RTT-schandaal.
- 20 – Wereldkampioen Jarno Saarinen komt in een massale valpartij samen met Renzo Pasolini om het leven tijdens de eerste ronde van de 250cc-wedstrijd op het circuit van Monza.
- 23 – Te Avignon wordt de eerste Pablo Picasso-expositie geopend sinds zijn plotse overlijden op 8 april. Alle 201 doeken die hij sinds 1970 schilderde worden er tentoongesteld, aldus ook de nieuwste vlak voor zijn dood.

juni
- 7 – De Eemshaven wordt door koningin Juliana officieel geopend.
- 29 – Het door Tutsi's geleide regeringsleger van Burundi doodt in Tanzania tien Hutu's.
- 30 – De Tour de France start in Scheveningen.

juli
- 1 – In Nederland gaat de Kalkarheffing in, een toeslag van drie procent op de elektriciteitsnota van de burgers voor de bouw van de Snelle kweekreactor in het Duitse Kalkar.
- 10 – De Bahama Eilanden worden onafhankelijk, maar blijven lid van het Gemenebest van Naties.
- 10 – Paul Getty junior wordt ontvoerd door de  'ndrangheta in Zuid-Italië.
- 11 – De Raad voor de Nederlandse Cultuurgemeenschap wijst De leeuw van Vlaanderen aan als Vlaams volkslied.
- 17 – De Afghaanse koning Zahir Shah wordt afgezet door zijn neef Daoud Khan, terwijl hij in Italië een oogoperatie ondergaat.
- 18 – Bij een busongeluk in de Franse Alpen komen 43 Belgen om het leven.
- 20 – De Spaanse wielrenner Luis Ocaña wint de Ronde van Frankrijk.
- 21 – Akkoord tussen de presidenten van Tanzania en Burundi, na bemiddeling van president Mobutu van Zaïre.

augustus
- 1 – Staatssecretaris Mommersteeg van Defensie schaft de groetplicht voor militairen af.
- 22 – Johan Cruijff verhuist naar Barcelona.
- 23 – Ilie Năstase wordt de eerste nummer één op de wereldranglijst van tennisprofessionals.
- 27 – De eerste geslaagde Belgische harttransplantatie, onder leiding van professor Primo, vindt plaats in het Brusselse Brugmannziekenhuis.

september
- 2 – Nederland wint in het Wagener-stadion het wereldkampioenschap hockey door in de finale India na strafballen te verslaan.
- 11 – In Chili pleegt het leger onder generaal Augusto Pinochet een staatsgreep. De democratisch gekozen president Salvador Allende, die een linkse koers aanhield, wordt dood aangetroffen.
- 15 – Koning Gustaaf VI Adolf van Zweden overlijdt. Omdat zijn zoon en erfgenaam reeds dood is, volgt zijn kleinzoon Carl Gustaf XVI hem op.

oktober
- 6 – Egyptische strijdkrachten steken op deze joodse feestdag onverhoeds het Suezkanaal over en overrompelen met succes de Israëlische Bar-Lev-linie. Begin van de Jom Kipoeroorlog.
- Syrische strijdkrachten veroveren de Golanhoogten.
- 10 – De Amerikaanse vicepresident Spiro Agnew treedt af wegens een gerechtelijk onderzoek tegen hem.
- 12 – Het Israëlische leger herovert de Golanhoogten.
- 12 – Juan Perón wordt voor de derde maal, na een ballingschap van 18 jaar, geïnstalleerd als president van Argentinië. Zijn echtgenote Isabel Perón wordt vicepresident.
- 14 – Leger ingezet tegen studenten-demonstratie in Thailand: 1577 doden. Koning Bhumibol stuurt militaire junta weg.
- 15 – Israëlische strijdkrachten steken het Suezkanaal over en omsingelen het Egyptische Derde Leger.
- 16 - Ongeveer vijfduizend fietsers komen bijeen in Antwerpen om te protesteren tegen de komst van een duwvaartkanaal. Deze eerste fietseling is een middel om op een geweldloze manier de publieke opinie te beïnvloeden.
- 17 – Begin van de oliecrisis. De Arabische landen boycotten onder andere Nederland, omdat dit land Israël steunt.
- 24 – Staakt-het-vuren tussen Israël en Egypte.
- 30 –De Bosporusbrug wordt geopend door de Turkse president  Korutürk.

november
- 4 – In Nederland vindt de eerste autoloze zondag plaats, veroorzaakt door de oliecrisis. De snelwegen zijn uitgestorven en worden enkel nog gebruikt door fietsers en rolschaatsers.
- 30 – In Treebeek sluit de laatste door de staat geëxploiteerde steenkolenmijn, de Staatsmijn Emma, haar deuren.

december
- 3 – De ruimtesonde Pioneer 10 bereikt de planeet Jupiter en stuurt de eerste foto's door naar de Aarde.
- 11 – Maria Callas neemt in het Concertgebouw afscheid van het Nederlandse publiek.
- 17 – Op deze dag vindt de bloedigste kaping tot dan toe plaats door Palestijnen, waarbij 32 doden vallen. De kaping duurt 16 uur.
- 31 – Wim Kan komt voor het eerst met zijn oudejaarsavondconference op televisie. Met 8,8 scoort hij de hoogste waardering aller tijden. Van de desbetreffende elpee gaan er zo'n 300.000 over de toonbank.

zonder datum
- In Nederland moeten artsen voortaan nog drie jaar specialisatie volgen om huisarts te worden.

## Muziek

### Klassieke muziek
- 12 januari: eerste uitvoering van Steel symphony van Leonardo Balada
- 14 februari: eerste uitvoering van Strijkkwartet nr. 4 van Boris Tsjaikovski
- 14 april: eerste uitvoering van Strijkkwartet nr. 12 van Mieczysław Weinberg
- 17 april: eerste uitvoering van Symfonie nr. 2 van Kalevi Aho
- 5 juni: eerste uitvoering van Canticum canticorum Salomonis van Krzysztof Penderecki
- 8 augustus: eerste uitvoering van Strijkkwartet nr. 11 van Vagn Holmboe
- 19 november: eerste uitvoering van Strijkkwartet nr. 12 van Vagn Homboe
- 30 november: eerste uitvoering van Intermezzo voor vierentwintig strijkers van Krzysztof Penderecki

### Populaire muziek
- 4 augustus - De single Radar Love van Golden Earring wordt uitgebracht.
- 13 oktober - "’t Is weer voorbij, die mooie zomer" van Gerard Cox verschijnt.

## Beeldende kunst

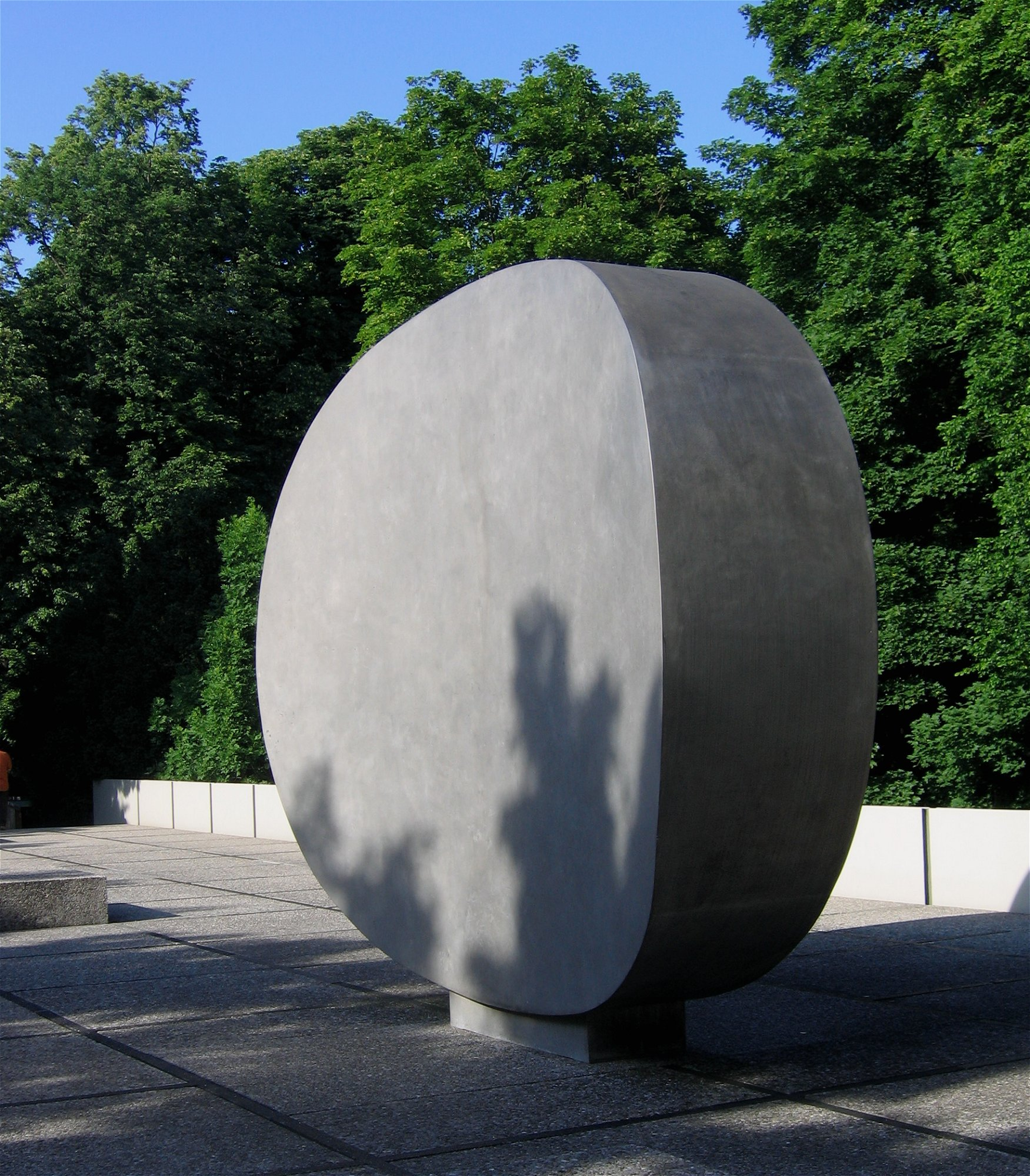
Konkav gerundet (1973) Rupprecht Geiger, Münchener Rück, München

## Bouwkunst

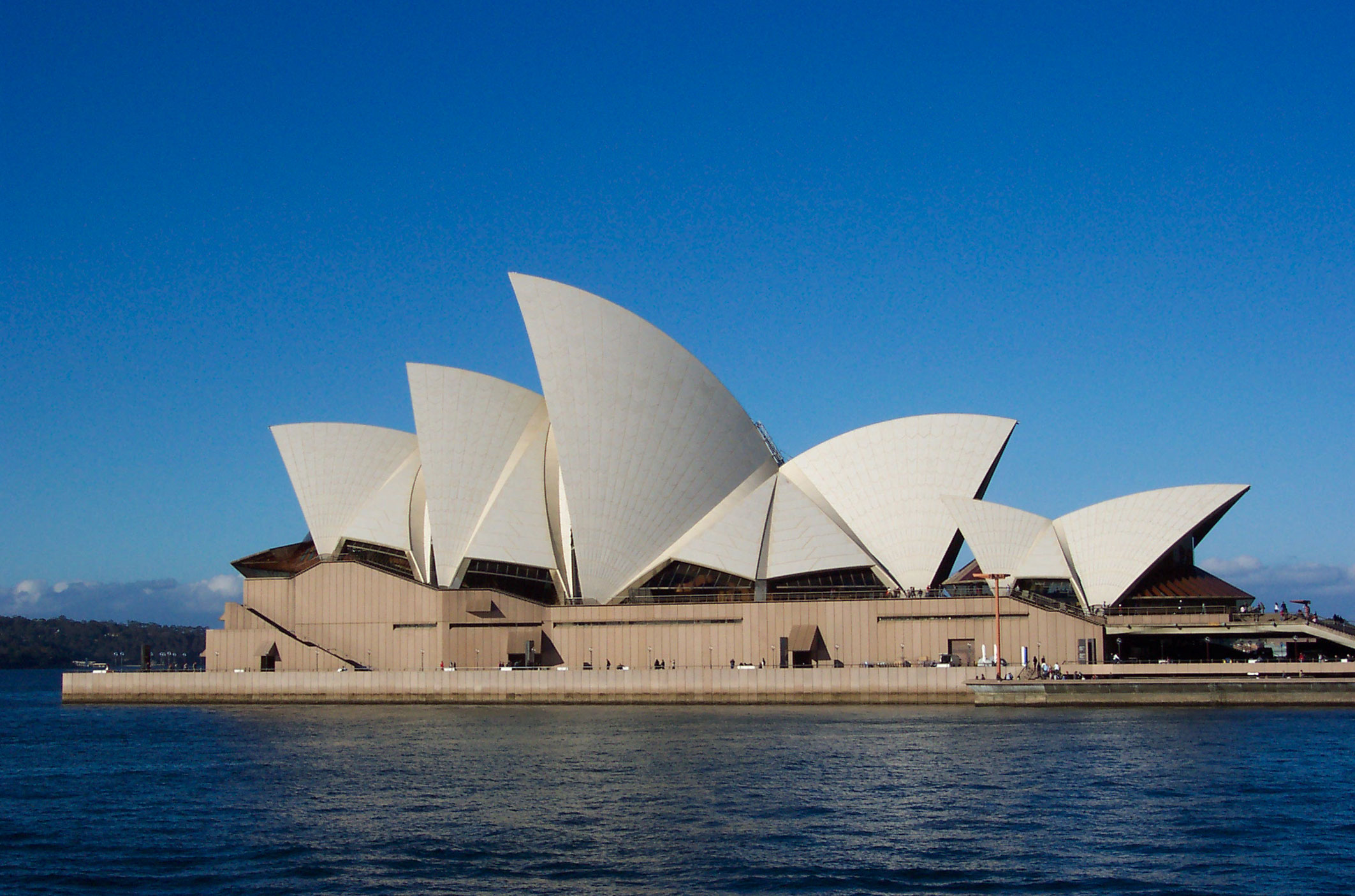
Sydney Opera House, architect: Jørn Utzon
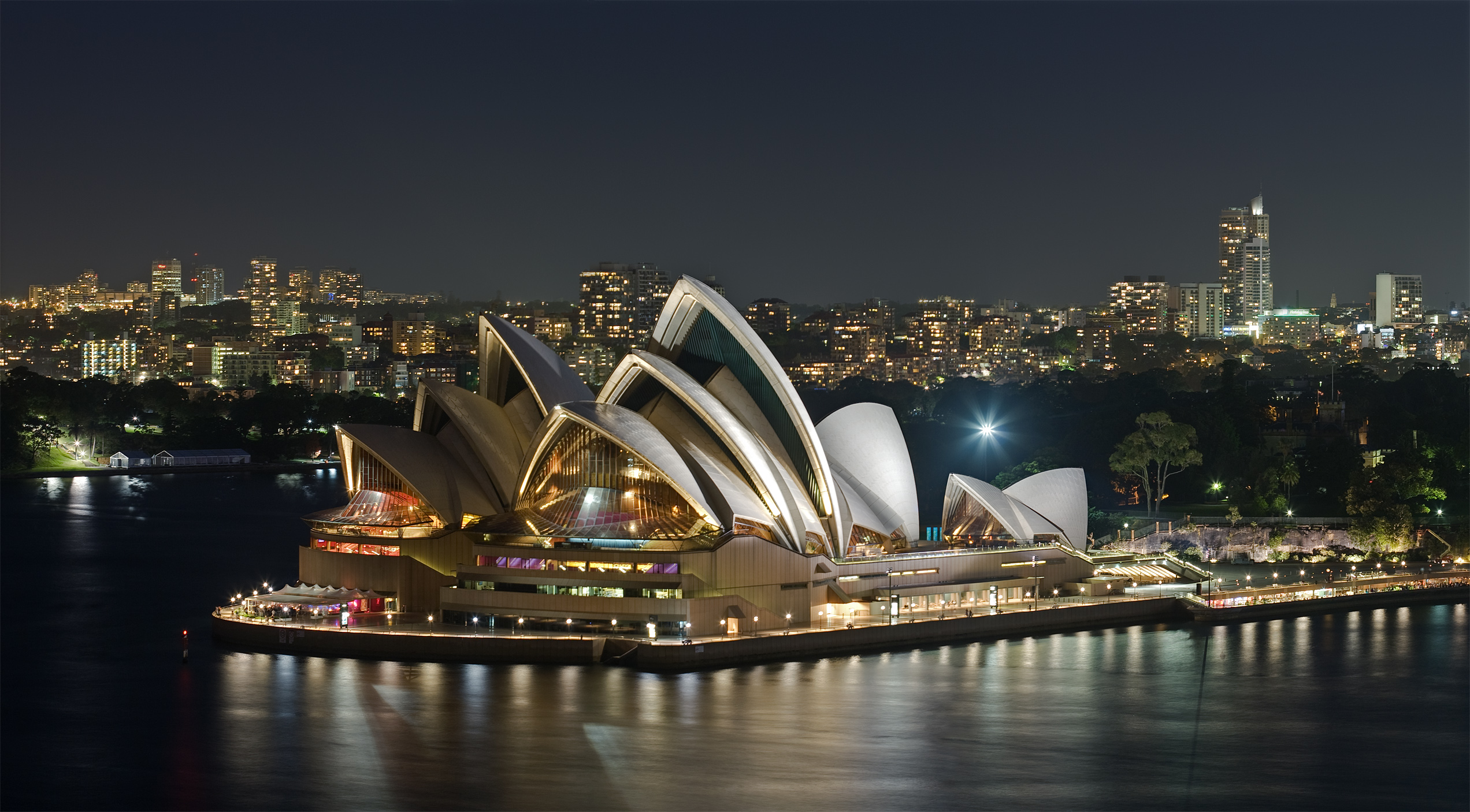
Het Opera House in de avond

## Geboren

### januari
- 1 - Lahcen Ahansal, Marokkaans ultraloper
- 1 - Mohamad Ahansal, Marokkaans ultraloper
- 1 - Shelda Bede, Braziliaans beachvolleybalster
- 1 - François Devillers, Belgisch politicus
- 1 - Timon Jacobs, Nederlands diskjockey
- 1 - Danny Lloyd, Amerikaans kinderster
- 1 - Sascha Plöderl, Oostenrijks autocoureur
- 2 - Svetlana Boebnenkova, Russisch wielrenster
- 2 - Ján Šipeky, Slowaaks wielrenner
- 3 - Mikhail Zaritskiy, Russisch-Luxemburgs voetballer
- 4 - Frank Høj, Deens wielrenner
- 7 - Rafael Dudamel, Venezolaans voetballer
- 8 - Ronald Hamming, Nederlands voetballer
- 11 - Mark Dudbridge, Engels darter
- 12 - Toni Huttunen, Fins voetballer
- 12 - Tania Kloek, Vlaams actrice
- 12 - Laurens Looije, Nederlands atleet
- 12 - Dave Minneboo, Nederlands radiobestuurder
- 14 - Giancarlo Fisichella, Italiaans autocoureur
- 14 - Clarinda Sinnige, Nederlands hockeyster
- 14 - Eri Yamaguchi, Japans atlete
- 15 - Vladislav Bezborodov, Russisch voetbalscheidsrechter
- 15 - Tomáš Galásek, Tsjechisch voetballer
- 15 - Emily Levan, Amerikaans atlete
- 15 - Melanie Moreels, Belgisch atlete
- 15 - Sophie Zubiolo, Belgisch atlete
- 16 - Marlies Somers, Nederlands stemactrice, zangeres en songwriter
- 17 - Marc Adriani, Nederlands dj en radiojournalist
- 17 - Cuauhtémoc Blanco, Mexicaans voetballer
- 17 - Ayco Duyster, Vlaams radiopresentatrice
- 17 - Juan Manuel Peña, Boliviaans voetballer
- 18 - Wouter van der Goes, Nederlands diskjockey
- 18 - Makiko Ito, Japans atlete
- 18 - Natascha Slijpen, Nederlands schrijfster en kunstschilderes (overleden 2007)
- 18 - Regilio Vrede, Nederlands voetballer
- 19 - Ann Kristin Aarønes, Noors voetbalster
- 19 - Jevgeni Sadovy, Russisch zwemmer
- 19 - Takahiro Sunada, Japans atleet
- 20 - Mathilde, Koningin van België
- 21 - Rob Hayles, Brits wielrenner
- 22 - Deon Minor, Amerikaans atleet
- 23 - Kathleen Van Hove, Belgisch atlete
- 24 - Sadio Ba, Belgisch voetballer
- 24 - Sebastián Jabif, Argentijns volleyballer
- 25 - Elsbeth van Rooy-Vink, Nederlands wielrenster
- 26 - Melvil Poupaud, Frans acteur en regisseur
- 26 - Brendan Rodgers, Noord-Iers voetballer en voetbalcoach
- 27 - Yoshihide Muroya, Japans piloot
- 27 - Pascal Jansen, Nederlands voetbaltrainer
- 29 - Fabien Foret, Frans motorcoureur
- 31 - Portia de Rossi, Australisch actrice

### februari
- 1 - Yuri Landman, Nederlands muziekinstrumentenontwerper, muzikant en striptekenaar
- 1 - Bart Van Loo, Vlaams schrijver en conferencier
- 2 - Aleksander Tammert, Estisch atleet
- 4 - Floris van den Berg, Nederlands filosoof
- 4 -  Oscar de la Hoya, Amerikaans bokser
- 5 - Trijntje Oosterhuis, Nederlands zangeres
- 6 - Élisabeth Grousselle, Frans atlete
- 7 - Andrea Ballerini, Italiaans motorcoureur
- 8 - Mel Wallis de Vries, Nederlands jeugdboekenschrijfster
- 10 - Gunn-Rita Dahle Flesjå, Noors mountainbikester en wielrenster
- 11 - Piotr Wadecki, Pools wielrenner
- 11 - Kaja Wolffers, Nederlands regisseur
- 12 - Laurens Looije, Nederlands atleet
- 12 - Gianni Romme, Nederlands schaatser
- 12 - Sandra Swennen, Belgisch atlete
- 13 - Bas Roorda, Nederlands voetbaldoelman
- 14 - Deena Kastor, Amerikaanse atlete
- 15 - Amy Van Dyken, Amerikaans zwemster
- 15 - Sarah Wynter, Australisch actrice
- 16 - Cathy Freeman, Australisch atlete
- 16 - Andrej Smetski, Russisch autocoureur
- 18 - Ingeborg ter Laak, Nederlands politica
- 18 - Irina Lobatsjova, Russisch kunstschaatsster
- 18 - Mirjam Overdam, Nederlands waterpoloster
- 20 - Jostein Grindhaug, Noors voetballer en voetbaltrainer
- 20 - David Nolens, Belgisch schrijver
- 20 - Ap Reinders, Nederlands burgemeester
- 21 - Robert Schörgenhofer, Oostenrijks voetbalscheidsrechter
- 22 - Sandrine André, Vlaams actrice
- 22 - Artsjil Arveladze en Sjota Arveladze, Georgisch voetbaltweeling
- 22 - Philippe Gaumont, Frans wielrenner (overleden 2013)
- 22 - Plamen Kralev, Bulgaars autocoureur
- 22 - Claus Lundekvam, Noors voetballer
- 23 - Babette Labeij, Nederlands zangeres en zangcoach
- 24 - Grzegorz Gilewski, Pools voetbalscheidsrechter
- 24 - Sonja Oberem, Duits triatlete en atlete
- 25 - Julio José Iglesias, Spaans zanger
- 25 - Kim Yun-man, Koreaans schaatser
- 25 - Normann Stadler, Duits triatleet
- 25 - Gareth Taylor, Welsh voetballer
- 25 - Gerard Wiekens, Nederlands voetballer
- 26 - Jenny Thompson, Amerikaans zwemster
- 28 - Dennis van de Ven, Nederlands acteur, zanger en scenarioschrijver

### maart
- 1 - Jack Davenport, Brits acteur

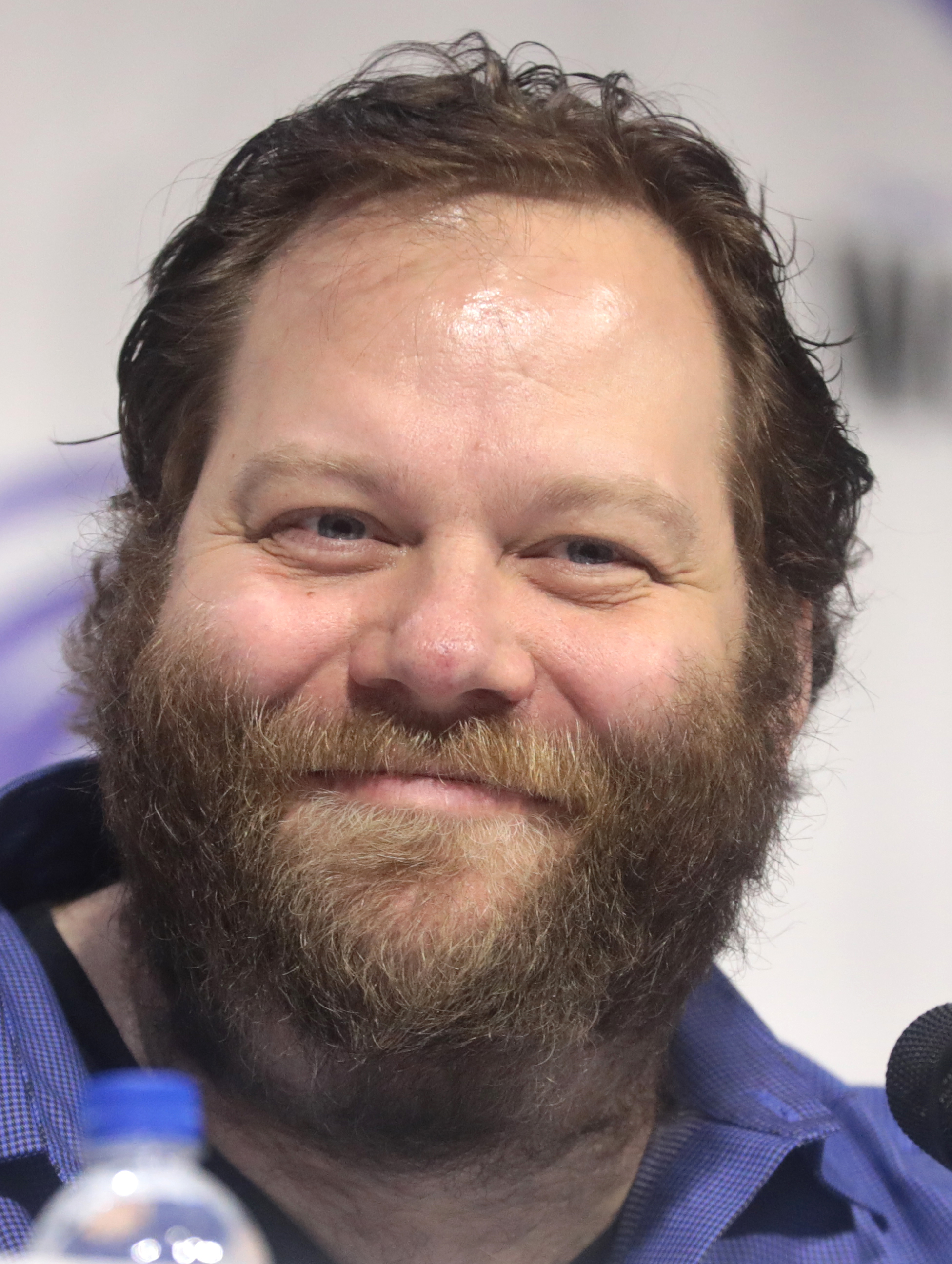
Ólafur Darri Ólafsson,
geboren op 13 maart

- 1 - Ryo Michigami, Japans autocoureur
- 2 - Matija Dedić, Kroatisch jazzpianist en -componist (overleden 2025)
- 2 - Max van Heeswijk, Nederlands wielrenner
- 2 - Romāns Vainšteins, Lets wielrenner
- 4 - Penny Mordaunt, Brits conservatief politica
- 4 - Sabine Uitslag, Nederlands politica
- 4 - Len Wiseman, Amerikaans filmregisseur en -scriptschrijver
- 5 - Yannis Anastasiou, Grieks voetballer en voetbalcoach
- 5 - Juan Esnáider, Argentijns voetballer
- 5 - Mika Laitinen, Fins schansspringer
- 5 - Nicole Pratt, Australisch tennisster
- 6 - Bram van Hemmen, Nederlands politicus
- 7 - Laurent Gané, Frans baanwielrenner
- 8 - Jeroen Delmee, Nederlands hockeyer
- 8 - Lindo Duvall, Nederlands radio deejay
- 8 - Anneke van Giersbergen, Nederlands zangeres
- 9 - Jakob Piil, Deens wielrenner
- 10 - Eva Herzigová, Tsjechisch model en actrice
- 12 - Marques, Braziliaans voetballer
- 12 - Jones Mwewa, Zambiaans voetballer (overleden 2011)
- 13 - Edgar Davids, Nederlands voetballer
- 13 - Eloy de Jong, Nederlands popzanger
- 13 - Ólafur Darri Ólafsson, IJslands acteur
- 13 - Tomasz Rząsa, Pools voetballer
- 14 - Evert Kreuze, Nederlands krachtsporter
- 15 - Zhor El Kamch, Marokkaans atlete
- 16 - Inger Støjberg, Deens politica
- 17 - Caroline Corr, Iers drummer
- 17 - David Seco, Spaans veldrijder
- 19 - Magnus Hedman, Zweeds voetbaldoelman
- 19 - Simmone Jade Mackinnon, Australisch actrice
- 19 - Sergej Makarov, Russisch atleet
- 20 - Antti Heinola, Fins voetballer
- 20 - Yvon Jaspers, Nederlands televisiepresentatrice en actrice
- 20 - Marcus van Teijlingen, Nederlands stijldanser
- 21 - Steven van Weyenberg, Nederlands politicus
- 22 - Beverley Knight, Brits soulzangeres
- 22 - Lee Troop, Australisch atleet
- 23 - Jerzy Dudek, Pools voetballer
- 23 - Milorad Mažić, Servisch voetbalscheidsrechter
- 23 - Rudy van Wessel, Nederlands schaker
- 24 - Jacek Bąk, Pools voetballer
- 24 - Steve Corica, Australisch voetballer
- 24 - Mette Jacobsen, Deens zwemster
- 24 - Daniëlle Overgaag, Nederlands televisiepresentatrice en wielrenster
- 24 - Jim Parsons, Amerikaans acteur
- 25 - Admir Adžem, Bosnisch voetballer
- 26 - Ryan Bolton, Amerikaans triatleet
- 26 - Sébastien Charpentier, Frans motorcoureur
- 27 - Rinda den Besten, Nederlands politica en bestuurder
- 27 - Maaike Cafmeyer, Vlaams actrice
- 27 - Joan Horrach, Spaans wielrenner
- 27 - Rui Jorge, Portugees voetballer en voetbalcoach
- 27 - Pablo Pozo, Chileens voetbalscheidsrechter
- 28 - Björn Kuipers, Nederlands voetbalscheidsrechter
- 28 - Remco Veldhuis, Nederlands cabaretier en zanger
- 29 - Marc Overmars, Nederlands voetballer
- 29 - Tom Saintfiet, Belgisch voetballer en voetbaltrainer
- 30 - Jan Koller, Tsjechisch voetballer
- 30 - Kareem Streete-Thompson, Kaaimaneilands atleet

### april
- 1 - Cristiano Doni, Italiaans voetballer
- 1 - Rachel Maddow, Amerikaans presentator en politiek commentator
- 1 - Kris Marshall, Brits acteur
- 1 - Oscar Moens, Nederlands voetbalkeeper
- 1 - Ferdi Vierklau, Nederlands voetballer
- 2 - Roselyn Sánchez, Puertoricaans actrice en model
- 3 - Christopher Reitz, Duits hockeyer
- 3 - Michel Rog, Nederlands vakbondsman en politicus
- 4 - Loris Capirossi, Italiaans motorcoureur
- 4 - Peter Hoekstra, Nederlands voetballer
- 4 - Sven Vermant, Belgisch voetballer
- 5 - Pharrell Williams, Amerikaans musicus
- 6 - Edith van Dijk, Nederlands marathonzwemster
- 6  - Roemjana Nejkova, Bulgaars roeister
- 7 - Joshua Chelanga, Keniaans atleet
- 7 - Jeanine Hennis-Plasschaert, Nederlands politica
- 9 - Kenan Durmuşoğlu, Turks-Nederlands voetballer
- 9 - Bart Goor, Belgisch voetballer
- 10 - Guillaume Canet, Frans acteur en filmregisseur
- 10 - Roberto Carlos, Braziliaans voetballer
- 10 - Sam Gooris, Belgisch zanger
- 12 - Roberto Ayala, Argentijns voetballer
- 12 - Esmée de la Bretonière, Nederlands actrice
- 12 - Robert Jensen, Nederlands radio- en televisiepresentator
- 12 - Christian Panucci, Italiaans voetballer
- 13 - Marcin Borski, Pools voetbalscheidsrechter
- 13 - Nicolas Jalabert, Frans wielrenner
- 13 - Gustavo López, Argentijns voetballer
- 14 - Johannes van Overbeek, Amerikaans autocoureur
- 15 - Jeroen Dubbeldam, Nederlands springruiter
- 15 - Emanuel Rego, Braziliaans beachvolleyballer
- 15 - Robert Scheidt, Braziliaans zeiler
- 16 - Akon, Amerikaans-Senegalees artiest
- 17 - Ross Aloisi, Australisch voetballer
- 17 - Maria Kun, Zweeds voetbalster
- 17 - Martin Neubauer, Oostenrijks schaker
- 19 - Tzipora Obziler, Israëlisch tennisster
- 21 - Jonathan N'Senga, Belgisch atleet
- 22 - Martina Halinárová, Slowaaks biatlete
- 23 - Filip Joos, Belgisch sportcommentator en voetbalanalist
- 24 - Toomas Tohver, Estisch voetballer
- 24 - Remco van der Veen, Nederlands model en televisiepresentator
- 26 - Óscar García, Spaans voetballer en voetbalcoach
- 26 - Andres Gerber, Zwitsers voetballer
- 26 - Stephanie Graf, Oostenrijks atlete
- 26 - Reinder Hendriks, Nederlands voetballer
- 26 - Jules Naudet, Frans documentairemaker
- 26 - Folke Nauta, Nederlands pianist (overleden 2023)
- 26 - Txema del Olmo, Spaans wielrenner
- 28 - Pedro Pauleta, Portugees voetballer
- 29 - David Belle, Frans atleet
- 29 - Fares Fares, Zweeds-Libanees acteur
- 29 - Yves Hocdé, Frans roeier
- 30 - Michael Blaudzun, Deens wielrenner
- 30 - Malang Diedhiou, Senegalees voetbalscheidsrechter

### mei

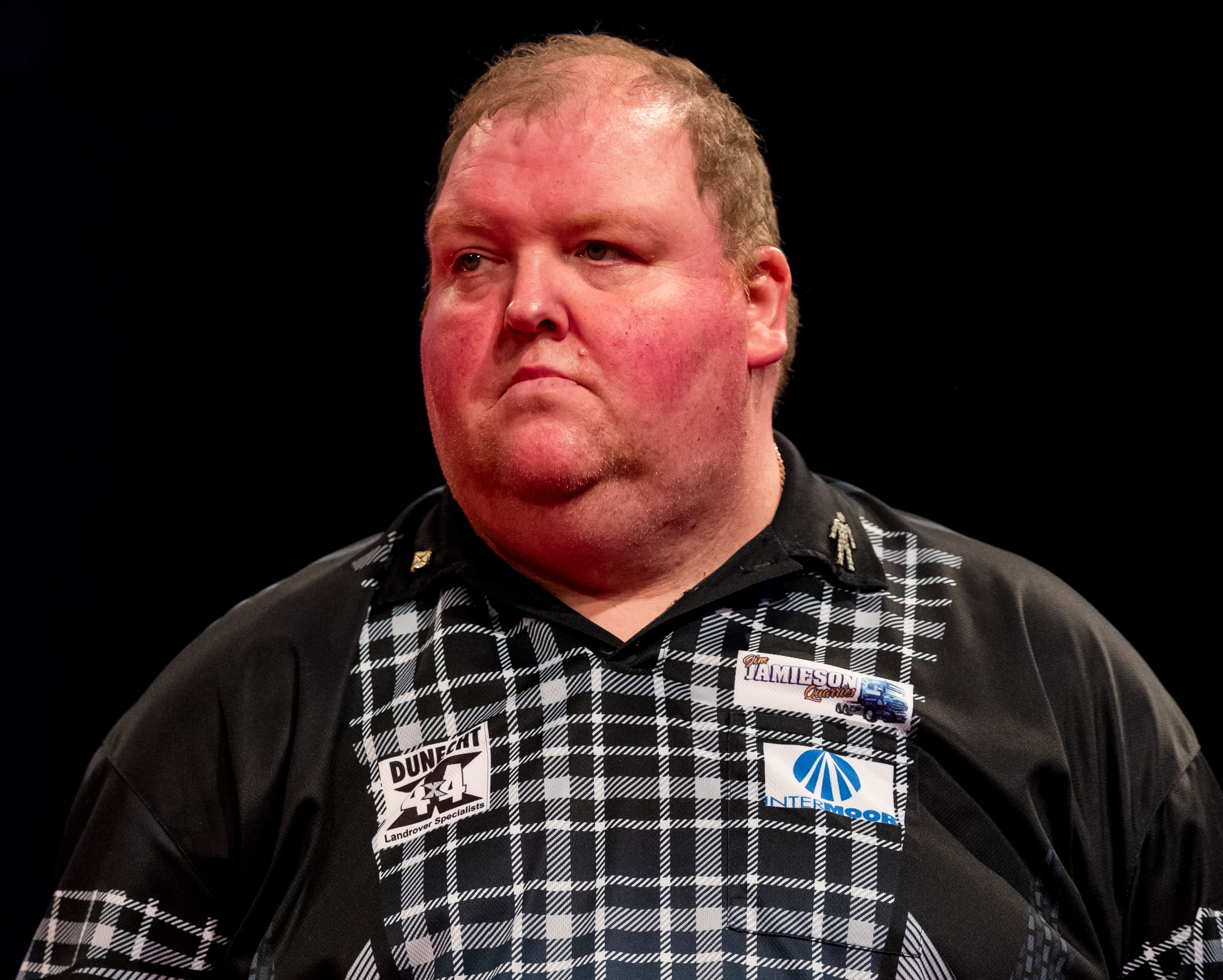
John Henderson,
geboren op 4 mei

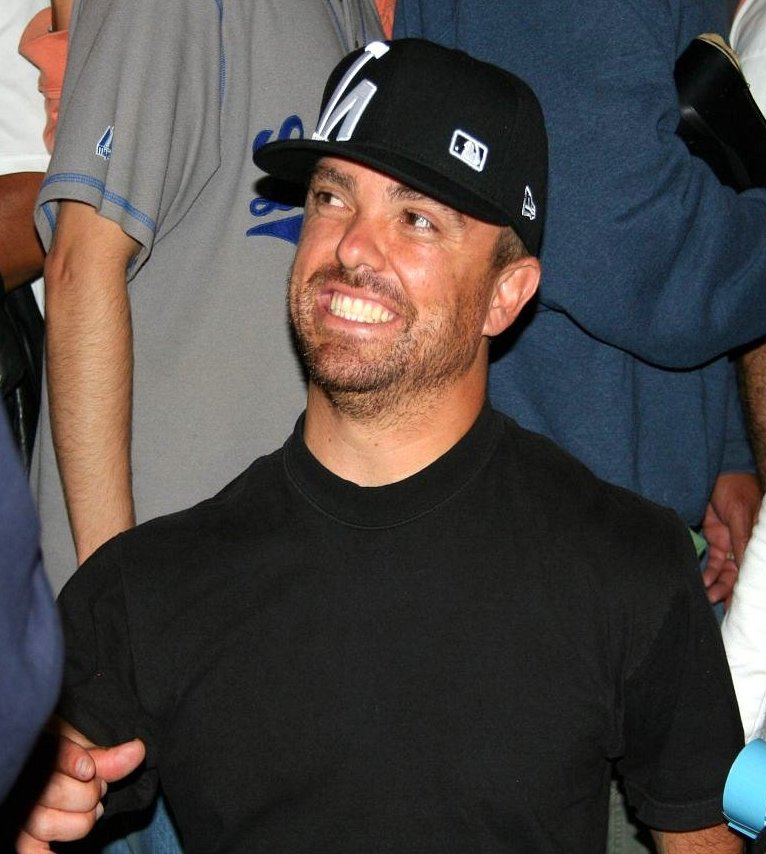
Jason Acuña,
geboren op 16 mei

- 1 - Diana Hayden, Indiaas model, actrice en tv-presentatrice
- 2 - Richard Schuil, Nederlands volleyballer
- 3 - Michael Reiziger, Nederlands voetballer
- 3 - Peter Windt, Nederlands hockeyer
- 4 - Malin Andersson, Zweeds voetbalster
- 4 - John Henderson, Schots darter
- 4 - Guillermo Barros Schelotto, Argentijns voetballer
- 4 - Gustavo Barros Schelotto, Argentijns voetballer
- 4 - Adilson Kindlemann, Braziliaans piloot
- 5 - Tina Yothers, Amerikaans actrice
- 7 - Paolo Savoldelli, Italiaans wielrenner
- 8 - Hiromu Arakawa, Japans striptekenaar
- 8 - Jesús Arellano, Mexicaans voetballer
- 9 - Tegla Loroupe, Keniaans atlete
- 10 - Richard Liesveld, Nederlands voetbalscheidsrechter
- 10 - Wayne Mardle, Engels darter
- 10 - Rüştü Reçber, Turks voetballer
- 11 - Aaron Haroon Rashid, Brits-Pakistaans musicus en filmproducent
- 11 - Tsuyoshi Ogata, Japans atleet
- 11 - Sabine Völker, Duits schaatsster
- 12 - Margreet Beetsma, Nederlands televisiepresentatrice
- 12 - Arik Benado, Israëlisch voetballer
- 12 - Nancy Binay, Filipijns senator
- 12 - Kira Bulten, Nederlands zwemster
- 12 - Xavier Dorfman, Frans roeier
- 14 - Natalie Appleton, Brits zangeres
- 14 - Shanice Wilson, Amerikaans zangeres
- 14 - Mike van de Goor, Nederlands volleyballer
- 15 - Francien Krieg, Nederlands kunstschilderes
- 16 - Jason Acuña, Amerikaans stuntman en programmamaker
- 17 - Sasha Alexander, Amerikaans actrice
- 17 - Michiel de Jong, Nederlands acteur
- 18 - Sander de Kramer, Nederlands journalist, presentator en schrijver
- 18 - Saskia Mulder, Nederlands actrice
- 18 - Tohru Ukawa, Japans motorcoureur
- 19 - Dario Franchitti, Schots autocoureur
- 21 - Rik Reinerink, Nederlands wielrenner
- 22 - Steffen Højer, Deens voetballer
- 22 - Nikolaj Lie Kaas, Deens acteur
- 23 - Viveka Babajee, Indiaas model (overleden 2010)
- 23 - Liesbeth Staats, Nederlands journaliste en presentatrice
- 23 - Mirjam Sterk, Nederlands politica
- 23 - Ron Trent, deephouseproducer
- 24 - Karim Alami, Marokkaans tennisser
- 24 - Dannes Coronel, Ecuadoraans voetballer (overleden 2020)
- 24 - Jill Johnson, Zweeds zangeres
- 24 - Steffen Kjærgaard, Noors wielrenner
- 24 - Kevin Livingston, Amerikaans wielrenner
- 24 - Roeslana Lyzjytsjko, Oekraïens zangeres en politica
- 24 - Peter Heine Nielsen, Deens schaker
- 24 - Vladimír Šmicer, Tsjechisch voetballer
- 25 - Duncan Free Australisch roeier
- 25 - Mikel Odriozola, Spaans snelwandelaar
- 25 - Tomasz Zdebel, Duits-Pools voetballer
- 27 - Zoran Ban, Kroatisch voetballer
- 27 - Dennis te Braak, Nederlands voetballer en voetbalcoach
- 28 - Paolo Amodio, Luxemburgs voetballer
- 28 - Oleg Kornienko, Kazachs voetballer
- 28 - Lionel Letizi, Frans voetballer
- 29 - Alpay Özalan, Turks voetballer
- 30 - Tachir Batajev, commandant van het verzet in Tsjetsjenië (overleden 2007)
- 30 - David Fernández, Spaans voetbalscheidsrechter
- 30 - Lilian Helder, Nederlands politica
- 30 - Eline Jurg, Nederlands bobsleester
- 31 - Dominique Monami, Belgisch tennisster

### juni

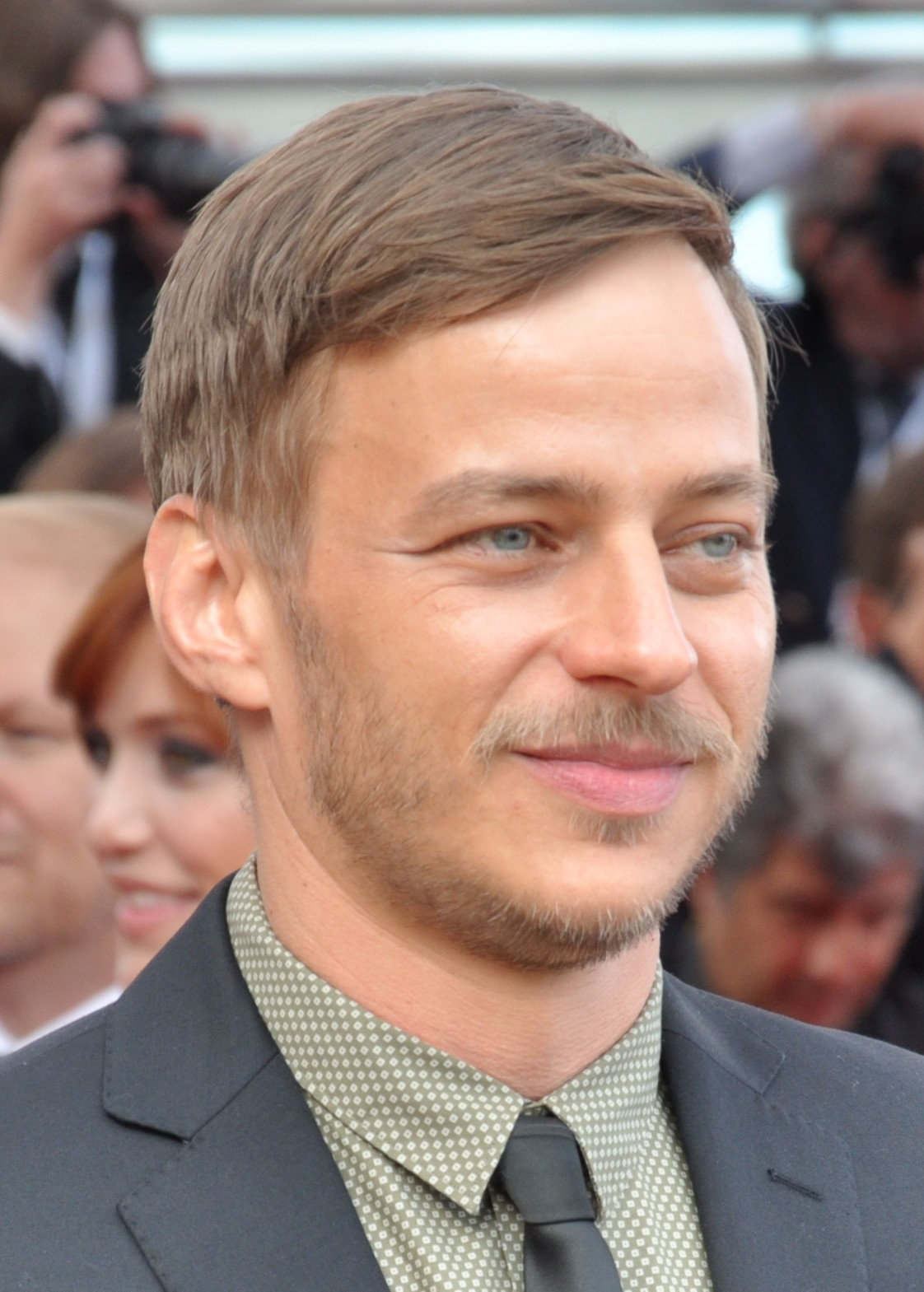
Tom Wlaschiha,
geboren op 20 juni

- 1 - Frédérik Deburghgraeve, Belgisch zwemmer
- 1 - Heidi Klum, Duits fotomodel
- 2 - Marko Kristal, Estisch voetballer en voetbalcoach
- 2 - Anja Smolders, Belgisch atlete
- 3 - Ferri Somogyi, Nederlands acteur
- 4 - Greg van Hest, Nederlands atleet
- 5 - Gella Vandecaveye, Belgisch judoka
- 6 - Fatima Elatik, Nederlands politica
- 6 - Benamar Meskine, Algerijns bokser
- 7 - Nihad Hrustanbegović, Nederlands-Bosnisch accordeonist
- 8 - Radu Rebeja, Moldavisch voetballer
- 10 - Faith Evans, Amerikaans zangeres
- 13 - Alejandra García, Argentijns atlete
- 15 - Tore André Flo, Noors voetballer
- 16 - Jan Maarten Heideman, Nederlands marathonschaatser
- 16 - Nikos Machlas, Grieks voetballer
- 16 - Sandra Pires, Braziliaans beachvolleyballer
- 18 - Michael Lerjéus, Zweeds voetbalscheidsrechter
- 18 - Lesmond Prinsen, Nederlands voetballer
- 18 - Stijn Vreven, Belgisch voetballer
- 19 - Luke Kibet, Keniaans atleet
- 19 - Nâdiya, Frans zangeres
- 20 - Sven Koopmans, Nederlands politicus
- 20 - Chino Moreno, Amerikaans muzikant
- 20 - Josh Shapiro, Amerikaans Democratisch politicus; gouverneur van Pennsylvania
- 20 - Robert Steiner, Zweeds voetballer
- 20 - Tom Wlaschiha, Duits acteur
- 21 - Alyson Annan, Australisch hockeyster  en hockeycoach
- 21 - Zuzana Čaputová, Slowaaks politica en advocate
- 21 - Fedja van Huêt, Nederlands acteur
- 21 - Juliette Lewis, Amerikaans actrice
- 22 - Craig Alexander, Australisch triatleet
- 22 - Carson Daly, Amerikaans televisiepresentator
- 22 - Stientje van Veldhoven, Nederlands politica
- 24 - Milouska Meulens, Nederlands presentatrice
- 25 - Jamie Redknapp, Engels voetballer
- 27 - Tom Tugendhat, Brits conservatief politicus
- 28 - Adrián Annus, Hongaars atleet
- 28 - Alberto Berasategui, Spaans tennisser
- 28 - André Lange, Duits bobsleeër
- 28 - Ingrid Seynhaeve, Belgisch topmodel
- 28 - Regillio Simons, Nederlands voetballer
- 29 - George Hincapie, Amerikaans wielrenner

### juli
- 3 - Aasmund Bjørkan, Noors voetballer en voetbalcoach
- 3 - Jorge Andrés Boero, Argentijns motorcoureur (overleden 2012)
- 3 - Orhan Kaya, Turks-Nederlands politicus
- 5 - Marcus Allbäck, Zweeds voetballer
- 5 - Camilla Andersen, Deens handbalster
- 5 - Róisín Murphy, Iers zangeres
- 6 - Luis Colaço, Portugees wielrenner
- 6 - Giorgi Kinkladze, Georgisch voetballer
- 6 - Takafumi Ogura, Japans voetballer
- 7 - Roland Schaack, Luxemburgs voetballer en voetbalcoach
- 8 - Henry Kelder, Nederlands pianist en componist
- 8 - Jozef Kožlej, Slowaaks voetballer
- 11 - Konstantinos Kenteris, Grieks atleet
- 11 - Jeon Ki-Young, Zuid-Koreaans judoka
- 11 - Joeri Stoffels, Nederlands waterpoloër
- 12 - Christian Vieri, Italiaans voetballer
- 13 - Roberto Martínez, Spaans voetballer en voetbalcoach
- 14 - Halil Mutlu, Bulgaars-Turks gewichtheffer
- 16 - Stefano Garzelli, Italiaans wielrenner
- 17 - Claudia Riegler, Oostenrijks snowboardster
- 19 - Xander de Buisonjé, Nederlands zanger
- 20 - Kroonprins Haakon Magnus van Noorwegen
- 20 - Claudio Reyna, Amerikaans voetballer
- 21 - Berhane Adere, Ethiopisch atlete
- 21 - Alexandre Comisetti, Zwitsers voetballer
- 21 - Mandy Wötzel, Duits kunstschaatsster
- 22 - Rufus Wainwright, Amerikaans-Canadees singer-songwriter
- 23 - Thomas Ebert, Deens roeier
- 23 - Monica Lewinsky, Amerikaans ex-stagiaire in het Witte Huis
- 24 - Avtandil Tskvitinidze, Georgisch modeontwerper
- 25 - Carolijn Brouwer, Nederlands zeilster
- 25 - Dani Filth, Engels zanger (Cradle of Filth)
- 25 - Naoki Matsudo, Japans motorcoureur
- 25 - Ingrid Van Rensbergen, Vlaams actrice
- 26 - Kate Beckinsale, Brits actrice
- 27 - Erik Nys, Belgisch atleet
- 29 - Stephen Dorff, Amerikaans acteur
- 30 - Markus Näslund, Zweeds ijshockeyer

### augustus
- 1 - Gregg Berhalter, Amerikaans voetballer en voetbalcoach
- 1 - Tempestt Bledsoe, Amerikaans actrice en presentatrice
- 1 - Veerle Dejaeghere, Belgisch atlete
- 1 - Torsten Lieberknecht, Duits voetbaltrainer
- 1 - Vincent Van Quickenborne, Vlaams politicus
- 2 - Daniele Nardello, Italiaans wielrenner
- 2 - Susie O'Neill, Australisch zwemster
- 3 - Jay Cutler, Amerikaans professioneel bodybuilder
- 3 - Nikos Dabizas, Grieks voetballer
- 3 - Michael Ealy, Amerikaans acteur
- 3 - Stephen Graham, Brits acteur
- 3 - Johan Vandevelde, Vlaams schrijver
- 4 - Marcos Roberto, Braziliaans voetballer
- 5 - Marcus Deen, Nederlands kunstschaatser
- 5 - Karina Mertens, Vlaams actrice
- 6 - Stuart O'Grady, Australisch wielrenner
- 7 - Natacha Harlequin, Nederlands advocate
- 7 - Colin Lloyd, Engels darter
- 7 - Els Van Laethem, Belgisch zangeres
- 9 - Matthew Coleman, Britse producer
- 10 - Lisa Raymond, Amerikaans tennisster
- 11 - Kristin Armstrong, Amerikaans wielrenster
- 12 - Joseba Beloki, Spaans wielrenner
- 13 - Britt Van Der Borght, Vlaams actrice
- 13 - Mara Yamauchi, Brits atlete
- 14 - Jared Borgetti, Mexicaans voetballer
- 14 - Jimmy Muindi, Keniaans atleet
- 14 - Augustine Okocha, Nigeriaans voetballer
- 14 - Kieren Perkins, Australisch zwemmer
- 16 - Tracy Looze-Hargreaves, Australisch-Nederlands triatlete
- 16 - Milan Rapaić, Kroatisch voetballer
- 17 - Mariana Arnal, Argentijns hockeyster
- 18 - Gerald Roethof, Nederlands advocaat
- 19 - Kroonprinses Mette-Marit van Noorwegen
- 19 - Marco Materazzi, Italiaans voetballer
- 19 - Ján Valach, Slowaaks wielrenner
- 21 - Koji Fukushima, Japans wielrenner
- 21 - Thomas Hickersberger, Oostenrijks voetballer
- 22 - Mark Hickman, Australisch hockeyer
- 22 - Gianluca Nannelli, Italiaans motorcoureur
- 22 - Griet Op de Beeck, Belgisch auteur en columniste
- 23 - Ignacio Tuhuteru, Nederlands voetballer
- 24 - Inge de Bruijn, Nederlands zwemster
- 25 - Fatih Akın, Duits acteur en filmregisseur
- 25 - Bas van Dooren, Nederlands wielrenner
- 25 - Mascha Halberstad, Nederlands filmregisseur
- 25 - Hayko, Armeens zanger (overleden 2021)
- 25 - Gianluca Rocchi, Italiaans voetbalscheidsrechter
- 27 - Dietmar Hamann, Duits voetballer
- 29 - Boris van der Ham, Nederlands politicus, ondernemer en bestuurder
- 29 - Olivier Jacque, Frans motorcoureur
- 29 - Thomas Tuchel, Duits voetballer en voetbalcoach
- 30 - Dave Draijer, Nederlands honkballer
- 30 - Hubert Sauvage, Belgisch architect
- 31 - Régis Genaux, Belgisch voetballer en voetbaltrainer (overleden 2008)
- 31 - Mary Peltola, Amerikaans juriste en democratisch politica
- 31 - Rogier Postma, Nederlands presentator
- 31 - Cécile Vinke, Nederlands hockeyster

### september

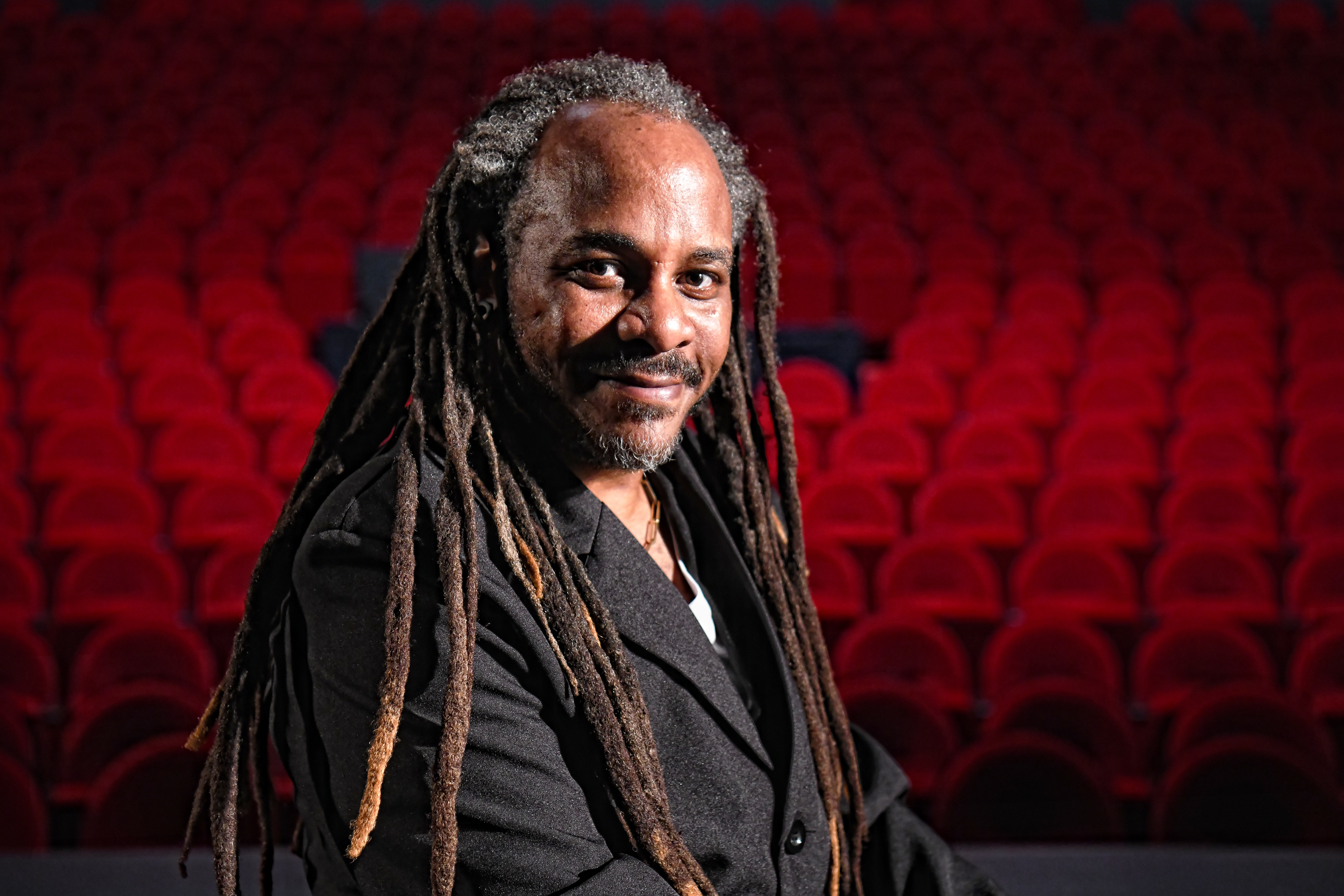
Marlon Kicken,
geboren op 12 september

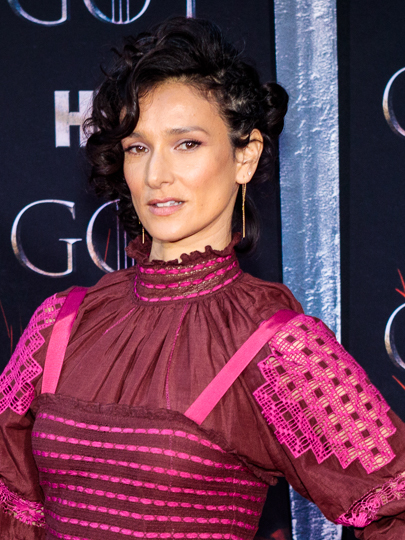
Indira Varma,
geboren op 27 september

- 1 - Gillian Boxx, Amerikaans softbalster
- 1 - Polly Shannon, Canadees actrice
- 2 - Matthew Dunn, Australisch zwemmer
- 2 - Savo Milošević, Servisch voetballer
- 2 - Mark Shield, Australisch voetbalscheidsrechter
- 2 - Klaas Wels, Nederlands voetballer
- 3 - Jeroen van Koningsbrugge, Nederlands acteur
- 4 - Dominique Arnold, Amerikaans atleet
- 4 - Lidia Şimon, Roemeens atlete
- 5 - Cystine Carreon, Nederlands-Filipijns actrice en musicalster
- 5 - Rose McGowan, Amerikaans actrice
- 8 - Jonathan Leshnoff, Amerikaans componist
- 9 - Jérôme Golmard, Frans tennisser (overleden 2017)
- 10 - Mark Huizinga, Nederlands judoka
- 10 - Nance, Nederlands zangeres en televisiepresentatrice
- 10 - Ghada Shouaa, Syrisch atlete
- 11 - Bas de Jong, Nederlands waterpoloër
- 11 - Shaydie, Nederlands zangeres en danseres
- 12 - Darren Campbell, Brits atleet
- 12 - María Paz Ferrari, Argentijns hockeyster
- 12 - Marlon Kicken, Nederlands stand-upcomedian en tonprater
- 12 - Jack Rosendaal, Nederlands atleet
- 12 - Paul Walker, Amerikaans acteur (overleden 2013)
- 13 - Christine Arron, Frans atlete
- 13 - Fabio Cannavaro, Italiaans voetballer
- 13 - Rogério Ferreira, Braziliaans beachvolleyballer
- 13 - Sabine Koning, Nederlands actrice
- 13 - Nicole Stevenson, Canadees atlete
- 14 - Nas, Amerikaans rapper
- 16 - Camiel Eurlings, Nederlands politicus en minister
- 16 - Aleksandr Vinokoerov, Kazachs wielrenner
- 17 - Alberto Chaíça, Portugees atleet
- 17 - Demis Nikolaidis, Grieks voetballer
- 17 - Petter Rudi, Noors voetballer
- 18 - Dario Frigo, Italiaans wielrenner
- 18 - Mário Jardel, Braziliaans voetballer
- 18 - Aitor Karanka, Spaans voetballer en voetbalcoach
- 19 - José Azevedo, Portugees wielrenner
- 20 - Mohammed Allach, Marokkaans-Nederlands voetballer
- 20 - Miroslav Hýll, Slowaaks voetballer
- 20 - Andrej Kivilev, Kazachs wielrenner (overleden 2003)
- 20 - Joanne Pavey, Brits atlete
- 21 - Max Eberl, Duits voetballer en sportbestuurder
- 21 - Manuel Gräfe, Duits voetbalscheidsrechter
- 21 - Virginia Ruano Pascual, Spaans tennisster
- 22 - Zhao Hongbo, Chinees kunstschaatser
- 22 - George Struikelblok, Surinaams kunstschilder
- 23 - Valentino Fois, Italiaans wielrenner (overleden 2008)
- 27 - Abdelhani Kenzi, Algerijns bokser
- 27 - Julio René Martínez, Guatemalteeks snelwandelaar
- 27 - Indira Varma, Engels actrice
- 28 - Diederik van Weel, Nederlands hockeyer
- 28 - Jori Hulkkonen, Fins danceproducer
- 29 - Gregorio Lavilla, Spaans motorcoureur
- 30 - Todd Rogers, Amerikaans beachvolleyballer

### oktober
- 2 - Vjerka Serdjoetsjka, Oekraïens komiek en zanger
- 3 - Keiko Agena, Amerikaans actrice
- 3 - Neve Campbell, Canadees actrice
- 3 - Uğur Dağdelen, Turks voetballer  (overleden 2015)
- 5 - Jacqueline Poelman, Nederlands atlete
- 6 - Ioan Gruffudd, Brits acteur
- 6 - Hannes Hempel, Oostenrijks wielrenner
- 6 - Wilson Boit Kipketer, Keniaans atleet
- 7 - William Lok, Hongkongs autocoureur
- 7 - Hans Peter Minderhoud, Nederlands dressuurrijder
- 8 - Alberto Undiano Mallenco, Spaans voetbalscheidsrechter
- 9 - Isabelle Collier, Belgisch atlete
- 10 - Cristian Bolton, Chileens piloot
- 11 - Dirk Van Vooren, Vlaams komiek
- 12 - Márcio Araújo, Braziliaans beachvolleyballer
- 13 - Hassnae Bouazza, Marokkaans-Nederlands schrijfster, journaliste, columniste, vertaalster en programmamaakster
- 14 - Steven Bradbury, Australisch shorttracker
- 14 - Teymur Gasimov, Azerbeidzjaans atleet
- 14 - Þórður Guðjónsson, IJslands voetballer
- 15 - Asha Gigi, Ethiopisch atlete
- 15 - Per Nielsen, Deens voetballer en voetbalcoach
- 18 - Michalis Kapsis, Grieks voetballer
- 18 - Marrit Leenstra, Nederlands (beach)volleybalster
- 19 - Hicham Arazi, Marokkaans tennisser
- 19 - Marc Lotz, Nederlands wielrenner
- 19 - Helena Sampaio, Portugees atlete
- 19 - Hanneke Smabers, Nederlands hockeyster
- 20 - Bart De Loof, Belgisch atleet
- 21 - Agnes Mulder, Nederlands Tweede Kamerlid
- 21 - Joseph Riri, Keniaans atleet
- 21 - Steve Helstrip, Brits tranceproducer
- 21 - Maarten Vergote, Belgisch atleet
- 22 - Marten Eikelboom, Nederlands hockeyer
- 22 - Fleur van de Kieft, Nederlands hockeyster
- 22 - Mark van der Zijden, Nederlands zwemmer
- 24 - Levi Leipheimer, Amerikaans wielrenner
- 24 - Jackie McNamara, Schots voetballer
- 25 - Fırat Aydınus, Turks voetbalscheidsrechter
- 25 - Tara McLean, Canadees singer-songwriter
- 27 - Semmy Schilt, Nederlands kickbokser
- 29 - Mahsa Vahdat, Iraans zangeres
- 30 - Harry van der Meer, Nederlands waterpoloër
- 31 - Beverly Lynne, Amerikaans actrice
- 31 - Koen Smit, Nederlands acteur

### november
- 1 - Igor González de Galdeano, Spaans wielrenner en ploegleider
- 1 - Nadine Grouwels, Belgisch atlete
- 2 - James Haydon, Brits motorcoureur
- 3 - Ippolito Sanfratello, Italiaans schaatser en skeeleraar
- 5 - Christian Alverdi, Luxemburgs voetballer
- 5 - Koos Moerenhout, Nederlands wielrenner
- 7 - Catê, Braziliaans voetballer (overleden 2011)
- 7 - Monique van der Lee, Nederlands judoka
- 7 - Martín Palermo, Argentijns voetballer
- 10 - Marco Rodríguez, Mexicaans voetbalscheidsrechter
- 11 - Tibor Dombi, Hongaars voetballer
- 12 - Egil Gjelland, Noors biatleet
- 12 - Danny Nicolay, Nederlands zanger
- 13 - Christianne van der Wal, Nederlands politica (VVD)
- 14 - Mark Barilli, Schots darter
- 15 - Sandra Nkaké, Frans-Kameroens actrice en zangeres
- 15 - Albert Portas, Spaans tennisser
- 15 - Robert Sycz, Pools roeier
- 15 - Rachid Ziar, Algerijns atleet
- 16 - Mathieu Bozzetto, Frans snowboarder
- 16 - Joe Hudepohl, Amerikaans zwemmer en olympisch kampioen
- 17 - Aleksej Oermanov, Russisch kunstschaatser
- 17 - Bernd Schneider, Duits voetballer
- 18 - Jonnie Irwin, Brits tv-presentator (overleden 2024)
- 18 - Darko Kovačević, Servisch voetballer
- 19 - Natasja Kensmil, Nederlands kunstschilder
- 20 - Neil Hodgson, Brits motorcoureur
- 20 - Silke Lichtenhagen, Duits atlete
- 20 - Daniel Schnider, Zwitsers wielrenner
- 20 - Maurice Steijn, Nederlands voetballer en voetbaltrainer
- 20 - Jerry Van den Eede, Belgisch atleet
- 22 - Daphne Bunskoek, Nederlands presentatrice
- 23 - Marie Collonvillé, Frans atlete
- 23 - Claudia Zwiers, Nederlands judoka
- 25 - Steven de Jongh, Nederlands wielrenner
- 25 - Marzieh Reyhani, Nederlands jazz-zangeres
- 26 - Elisa Casanova, Italiaans waterpoloster
- 26 - Peter Facinelli, Amerikaanse acteur
- 26 - John Zimmerman, Amerikaans kunstschaatser
- 27 - Tadanobu Asano, Japans acteur, model en zanger
- 29 - Ryan Giggs, Welsh voetballer
- 29 - Birgit Rockmeier, Duits atlete

### december
- 2 - Monica Seles, Joegoslavisch-Amerikaans tennisster
- 2 - Jan Ullrich, Duits wielrenner
- 2 - Michaël Youn, Frans radio-dj, tv-presentator, acteur en komiek
- 3 - Holly Marie Combs, Amerikaans actrice
- 3 - Sophie Dewaele, Vlaams presentatrice
- 3 - Joe the Plumber (Samuel Joseph Wurzelbacher), Amerikaans loodgieter en verkiezingsfiguur (overleden 2023)
- 4 - Tyra Banks, Amerikaans actrice en fotomodel
- 4 - Pieter Jouke, Nederlands cabaretier en televisiepresentator
- 5 - Eelco Uri, Nederlands waterpoloër
- 8 - Corey Taylor, Amerikaans zanger
- 9 - Vénuste Niyongabo, Burundees atleet
- 10 - Patrik Berger, Tsjechisch voetballer
- 10 - Mira Feticu, Roemeens-Nederlands schrijfster
- 10 - Karin Krappen, Nederlands darter
- 11 - Carlos Alberto Contreras, Colombiaans wielrenner
- 11 - Mos Def, Amerikaans rapper en acteur
- 12 - Josephat Kiprono, Keniaans atleet
- 12 - Josphat Machuka, Keniaans atleet
- 12 - Teuvo Moilanen, Fins voetballer
- 13 - Domitien Mestré, Belgisch atleet
- 13 - Aaron Yates, Amerikaans motorcoureur
- 14 - Thuy Trang, Vietnamees-Amerikaanse actrice
- 16 - Kristie Boogert, Nederlands tennisster
- 17 - Paula Radcliffe, Engels atlete
- 18 - Ilja Averboech, Russisch kunstschaatser
- 18 - Fatuma Roba, Ethiopisch atlete
- 18 - Lucy Worsley, Brits schrijvster en historicus
- 19 - Marc Herremans, Belgisch triatleet
- 19 - Erick Wainaina, Keniaans atleet
- 20 - Antti Kasvio, Fins zwemmer
- 20 - Merlien Welzijn, Surinaams-Nederlands politica (NSC)
- 21 - Matías Almeyda, Argentijns voetballer
- 21 - Igor Kravtsov, Russisch roeier
- 21 - Karmen Stavec, Sloveens muzikante en popzangeres
- 22 - Alex Agnew, Belgisch cabaretier
- 22 - Toncy van Eersel, Nederlands actrice
- 23 - Khavn de la Cruz, Filipijns filmmaker, schrijver en muzikant
- 23 - Daniel Chopra, Zweeds golfer
- 24 - Stephenie Meyer, Amerikaans kinderboekenschrijfster
- 25 - Wim Blondeel, Belgisch atleet
- 27 - Bert Appermont, Belgisch componist en dirigent
- 27 - Liu Dong, Chinees atlete
- 27 - Luka Grubor, Kroatisch-Brits roeier
- 27 - Alexi Murdoch, Brits singer-songwriter
- 27 - Kristoffer Zegers, Nederlands componist
- 28 - Natalia Ignatova, Russisch atlete
- 28 - Ids Postma, Nederlands schaatser
- 29 - Besnik Musaj, Albanees wielrenner
- 30 - Frans Bauer, Nederlands zanger
- 30 - Ato Boldon, atleet van Trinidad en Tobago
- 30 - Ralph Milliard, Nederlands honkballer
- 30 - Nacho Vidal, Spaans pornoacteur
- 31 - Amir Karič, Sloveens voetballer

### datum niet bekend
- Lida Abdul, Afghaans kunstenares en fotografe
- Rudy Bouma, Nederlands journalist, redacteur en verslaggever
- Lauren Daumail, Frans muzikant bekend onder de naam DJ Cam
- Elke Geurts, Nederlands schrijfster en schrijfdocente
- Arjen van der Horst, Nederlands tv-journalist
- Ray Klaassens, Nederlands televisiepersoonlijkheid en oud-commando
- Erik Mouthaan, Nederlands tv-journalist
- Maggie Nelson, Amerikaans schrijfster

## Weerextremen in België
- 2 april: Storm veroorzaakt schade ten noorden van Samber en Maas. Windstoten tot 127 km/h in de streken rond Antwerpen en Luik.
- 9 juni: 80 mm neerslag in Haacht.
- 5 juli: 69 mm neerslag in Asper (Gavere).
- 5 september: Maximumtemperatuur van 31,2 °C in Ukkel.
- 28 november: 34 cm sneeuw in Ottignies en tot 81 cm in Botrange (Waimes).
- 3 december:  Minimumtemperatuur –21,7 °C in Rochefort

Bron: KMI Gegevens Ukkel 1901-2003  met aanvullingen